# Robert Enoch
Pour les articles homonymes, voir Lübeck.
Pour les articles homonymes, voir Enoch.
Robert Enoch, aussi connu sous le nom de plume de Mathias Lübeck, né le 16 octobre 1903 et mort fusillé par la Gestapo le 8 juillet 1944, est un poète et peintre français.

## Biographie
Les parents de Robert Enoch sont Daniel Enoch et Anna Enoch (née Mapou). Daniel Enoch est né le 11 septembre 1872 à Paris et Anna Mapon est née le 9 juillet 1878 à Paris. Robert Enoch est un neveu des éditeurs de musique Enoch.
Il passe sa jeunesse au 164 rue de Courcelles dans le 17e arrondissement de Paris, dans le même immeuble que le dessinateur Daniel Thouroude de Losques.
Il signe ses œuvres sous des noms divers dont le plus connu est « Mathias Lübeck », mais aussi « Bohémond Smaragdus » et bien d'autres... Il publie ses poèmes dans des publications éphémères comme L'Œuf dur (seize numéros) dont il trouve d'ailleurs le titre, mais il ne laissera aucun recueil littéraire de son vivant. Il participe activement au mouvement surréaliste.
Son père Daniel Enoch (71 ans) et sa mère Anna Enoch (65 ans) sont déportés par le Convoi No. 61, en date du 28 octobre 1943, de Drancy vers Auschwitz. En juin 1944, il est arrêté par la Gestapo entre Lyon et Saint-Étienne, et emprisonné à la prison Montluc. Le 8 juillet 1944, il est fusillé avec d'autres otages à Portes-lès-Valence.
Il fait ses études au lycée Carnot, puis à la Sorbonne ; il accomplit son service militaire au Liban, part pour un voyage en Chine sur un cargo.
Son humour insolite fait de lui un voisin de Max Jacob ; sa truculence et son agressivité l'apparentent a Alfred Jarry.

## Œuvres

### Poèmes
- Ballade des nègres du temps jadis (1920)
- La Famille des joyeux sansonnets

### Peintures
- Kahnweiller ou l’Œuf dur

### Ouvrage connexe
- Mathias Lübeck, Poèmes et proses de L'Œuf dur , préface de Gérard Rosenthal, publié par René Julliard, Les Lettres nouvelles, 1963, in-8, br. n.c. 69 pp[3].